# Statue della lupa capitolina per città
Questo è un elenco delle diverse statue della lupa capitolina nelle varie città del mondo.

## Argentina
- Buenos Aires - presso i giardini botanici

## Belgio
- La Louvière - in Place de la Louve

## Bolivia
- La Paz - in Plaza Roma, Obrajes.

## Brasile
- Brasilia - di fronte al "Palacio do Buriti", la sede del governo del Distretto Federale, donato dal sindaco di Roma, al momento della fondazione di Brasilia.

## Canada
- Toronto - nella collezione del Comune di Toronto
- Thunder Bay - situato presso il Thunder Bay Soroptimist International Friendship Garden [1]

## Cile
- Talca - in Plaza Italia (all'incrocio di Calle 11 oriente e Calle 2 sur). Rubata nel 2010.
- Valparaíso - in Parque Italia

## Cina
- Changchun - in dipartimento di storia, Northeast Normal University

## Francia
- Narbonne
- Parigi - in Place Paul Painlevé

## Germania
- Colonia - Fontana della Lupa

## Giappone
- Chōfu - situato presso lo Ajinomoto Stadium, donato dal comune di Roma il 2001
- Chiyoda - situato presso il Hibiya Park, a sud del Palazzo Imperiale.

## Guatemala
- Città del Guatemala - di fronte al municipio, nel centro civico

## Italia

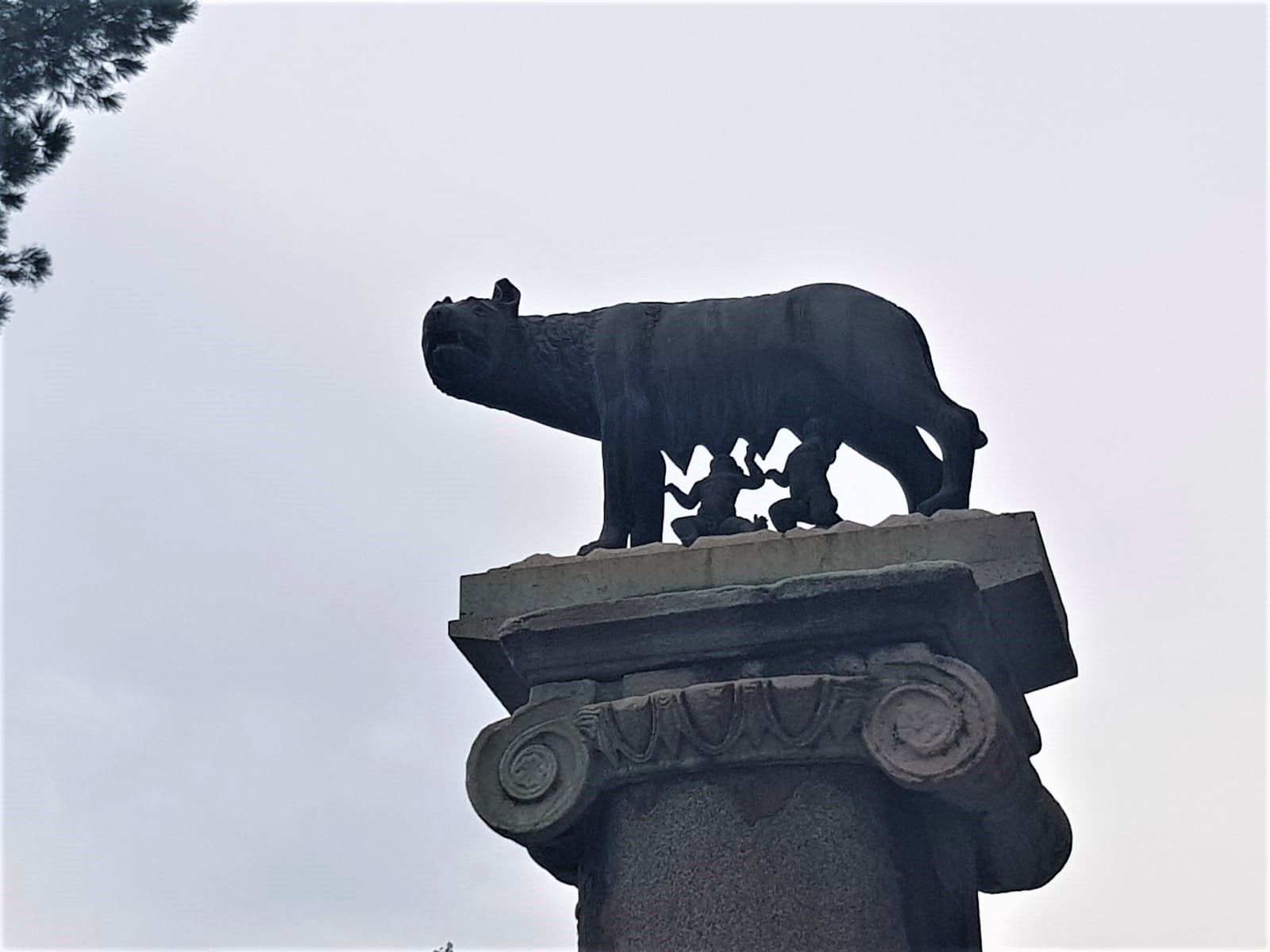
La statua al Campidoglio

- Aosta - in piazza della lupa, su una colonna
- Roma - presso il Museo Capitolino
- Pisa - presso la Piazza dei Miracoli
- Siena - Il simbolo cittadino è la "Lupa senese", che assomiglia a quella capitolina, con la differenza che il capo è rivolto in avanti e non di lato. È presente in diverse parti della città, inclusa piazza del Duomo
- Aquileia - presente nella piazza del Capitolo accanto alla basilica
- Piacenza - presente sulla sommità di una colonna a piazzale Roma
- Reggio Emilia - presente nella Piazza del Popolo, più particolare delle altre per la presenza di un segno lasciato da un fulmine
- Massa Lombarda - inserita in un monumento ai caduti di tutte le guerre all'ingresso del cimitero cittadino
- Castellana Grotte - formazione calcarea nelle grotte, con sembianze molto simili alla lupa capitolina
- Bolzano - assieme al leone Marciano in piazza Vittoria
- Milano - riproduzione della statua originale donata dal Comune di Milano alla Fiera internazionale di Milano e oggi situata presso le palazzine degli Orafi, in zona Tre Torri.

## Libia

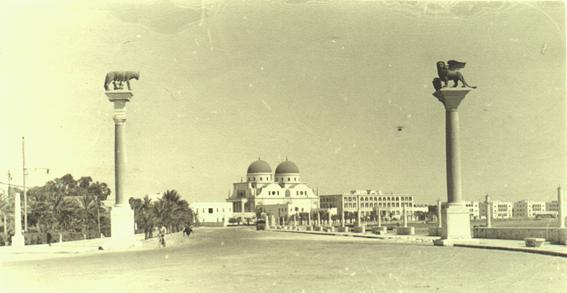
Lupa capitolina a Bengasi il 1941.

- Bengasi - situata presso le colonne di Algeria Street (ex Viale della Vittoria), vicino al Leone di San Marco.

## Moldavia
- Chișinău - di fronte al Museo Nazionale di Storia

## Norvegia
- Tønsberg, Vestfold

## Nuova Zelanda
- Hamilton - all'ingresso del giardino rinascimentale italiano in Giardini Hamilton

## Regno Unito
- Wells - accanto A39 poco a nord della città. Scolpita da un italiano prigioniero di guerra nella seconda guerra mondiale.

## Romania
Lupe Capitoline Romene (Lupoaica):
- Alba Iulia - presso i giardini pubblici
- Blaj - nel centro della città
- Brad - nel centro della città
- Brașov - di fronte al Palazzo Comunale
- Bucarest - da il 1997 alla 2010 presso Piața Romană (Piazza Romana). Ora la statua è trasferita alla Piața Roma (Piazza Roma): intersezione della Bulevardul I.C. Brătianu e Strada Lipscani
- Cluj-Napoca - presso Piața Unirii (Piazza dell'Unità)
- Costanza - nella città vecchia
- Cristestii Ciceului (Uriu)
- Dej
- Galați - presso i giardini della città
- Iernut - nel centro della città
- Leșu
- Luduș
- Maieru
- Merișani (Dobrotești), Teleorman - nella piazzetta davanti alla sezione staccata del Comune, monumento donato da Mario Colombo, cittadino onorario.
- Năsăud
- Orăștie
- Sacele
- Satu Mare - presso i giardini Vasile Lucaciu
- Sighișoara - presso Piața Oberth (Piazza Oberth)
- Târgu Mureș - presso Piața Prefecturii (Piazza della Prefettura)
- Târnăveni
- Timișoara - nella piazza prospiciente la Cattedrale ortodossa
- Toplita
- Turda - nel centro della città
- Zalău - situata presso i giardini nel centro della città

## Spagna
- Segovia - Esiste una statua di lupa capitolina posta sotto il Viadotto Romano a Segovia
- Mérida - vicino al Ponte romano della città.
- Tarragona - La prima lupa capitolina è situata presso il passaggio archeologico della città. La seconda presso il Circo romano.

## Stati Uniti
- Boston, MA - all'interno all'ingresso dell'Boston Latin School
- Cincinnati (Ohio) - in Eden Park
- Cleveland (Ohio)
- Del Rio, TX - Situato in Brinkley Circle, casa di Dr. John Romulus Brinkley
- Rome, Georgia - all'ingresso dell'edificio municipale
- Rome, New York
- Sault Ste. Marie, Michigan - situato davanti nel palazzo di giustizia nell'Contea di Chippewa
- Tulsa, Oklahoma - nel giardini dell'Philbrook Museum
- Washington, DC - nel pianterreno dell'National Gallery of Art

## Svezia
- Millesgården, Lidingö

## Svizzera
- Friburgo - Davanti alla Torre Miséricorde della Università di Friburgo

## Tagikistan
- Shahriston - nelle vicinanze di Istaravšan, Suǧd

## Ungheria
- Szarvas - di fronte al castello Bolza

## Uruguay
- Montevideo - all'incrocio di Avenida Italia e Bulevar Artigas